# 岩州 (唐朝)
岩州，唐朝时设置的州。治今广西壮族自治区贵港市木梓镇。
属岭南道，为下州。调露二年（680年）分横、贵二州置，因在岩冈之北因为名。天宝元年（742年）改为安乐郡，至德二载（757年）更名常乐郡。后又改为岩州。土贡：金。人1110户。下辖四县：常乐县（今广西贵港市木梓镇，本安乐县，萧铣分兴德县置。贞观元年省，乾封元年复置，隶郁林州，永隆元年属岩州。至德二载更名常乐县）、恩封县（今广西浦北县平睦镇，本伏龙洞，当牢州、宜州宜二州之境，调露二年与高城县、石岩县同置）、高城县（今广西浦北县寨圩镇，以高城水名）、石岩县（今广西玉林市城隍镇）。
元和十一年（816年），岩州被黄峒蛮攻陷，元和十三年（818年）在廉州境内设置行岩州，只下辖常乐县（今广西合浦县东北）一县。南汉乾亨二年（918年），为南汉高祖刘岩避讳，改岩州为常乐州。
岩州刺史
- 杨纲（唐高宗时）
- 李忻（唐高宗、武后时）
- 陈越客（开元年间）
- 马贞肃（830年）
- 高杰（876年）